# .dev
A .dev a Google által üzemeltetett legfelső szintű tartománynév. Az ICANN új, általános felső szintű domain (gTLD) programjában javasolták. 2019. február 28-án válik a nagyközönség számára elérhetővé egy február 19-én induló feláras licitet követően. Az első napon igen magas, 11 500 dolláros felárral kezdődik az értékesítés, amely az elkövetkező napokban csökkenni fog, míg végül február 28-ától a szokványos áron lehet válogatni a megmaradt nevek közül.

## Történet
A webes fejlesztők hosszú ideig használták a .dev felső szintű tartományneveket a belső hálózataikban tesztelés céljából. Azonban, miután a Google megszerezte a TLD-t, az ilyen környezetek néhány modern böngészőben "leálltak". A probléma a .test – hivatalosan is tesztelésre szolgáló domain – használatával orvosolható.

## Sajátosságok
A modern böngészők a .dev használatánál kikényszerítik a HTTPS-protokoll alkalmazását, így HTTP-n át a böngészők többségében nem érhetők el ezek a domainek – maga a böngésző fogja átirányítani HTTPS-re a kérést.